# Juan Domingo Cordoba
Juan Domingo Cordoba est un boxeur argentin né le 6 août 1972 à Santiago Del Estero.

## Carrière
Passé professionnel en 1992, il devient champion du monde des poids mi-mouches WBO le 17 janvier 1998 en battant aux points Melchor Cob Castro. Cordoba conserve son titre après sa victoire contre Sandro Orlando Oviedo puis il est battu aux points par Jorge Arce le 5 décembre 1998. Il échoue à nouveau en championnat du monde 3 ans plus tard face à Fernando Montiel pour le gain du titre WBO des poids mouches et met alors un terme à sa carrière de boxeur sur un bilan de 34 victoires, 6 défaites et 3 matchs nuls.

## Référence
1. ↑  (en) Melchor Cob Castro  vs. Juan Domingo Cordoba (boxrec.com)